# ショーン・オプリー
ショーン・オプライ（Sean Richard O'Pry、1989年7月5日 - ）は、アメリカ合衆国のスーパーモデルである。

## 経歴
ハイスクールでは、ベースボールとトラック競技をしていたが、2006年17歳の時、ノール・マリンによって MySpaceのプロム写真によって見い出された。
以降、多数の広告キャンペーンや刊行物でフィーチャーされた。そのブランドは以下のとおりである。
ヴェルサーチ、ドルチェ&ガッバーナ、ラルフ・ローレン、ジャンフランコ・フェレ、H&M、Massimo Dutti、Zara (retailer)、 Armani Jeans、マーク・ジェイコブス、エンポリオ・アルマーニ、ラコステ、DSquared²、アメリカン・イーグル、ボッテガ・ヴェネタ、DKNY、フェンディ、GQ、Dazed & Confused、V、 Details、 Barneys、ユニクロ、ブルーミングデールズ、Belstaff、D2、Arena、ディーゼル、Gap、JOOP!そしてNuméro Homme。
ランウェイを行ったのは、ヴェルサーチ、イヴ・サン・ローラン、ジヴァンシーとサルヴァトーレ・フェラガモのオープニング、モスキーノ、トラサルディ、ゼニアのクロージング、そして
Balmainでは両方に登場した。
他にランウェイを行ったのは、ロベルト・カヴァリ、ルイ・ヴィトン、シャネル、マイケル・コースとエルメスがある。
2011年11月にはヴィクター&ロルフのSpicebomb fragrance campaignに選ばれた。
マドンナのMV「ガール・ゴーン・ワイルド」とテイラー・スウィフトのMV「ブランク・スペース」に出演している。

## 私生活
アイルランドとネイティブ・アメリカンの血を引いている。
兄と妹がいて、 North Cobb High Schoolに通っている間、トラックおよびフィールド競技、バスケットボール、フットボール、ベースボールをしていた。